# Stazione di Higashi-Totsuka
La Stazione di Higashi-Totsuka (東戸塚駅?, Higashi-Totsuka-eki) è una stazione ferroviaria della città giapponese di Yokohama, nella prefettura di Kanagawa. Si trova nel quartiere di Totsuka-ku ed è servita dalle linee Shōnan-Shinjuku e Yokosuka della JR East. Lungo la stazione passa anche la Linea principale Tōkaidō, ma non essendo presenti le banchine, i treni non vi fermano.

## Linee
- East Japan Railway Company
  - ■ Linea Shōnan-Shinjuku
  - ■ Linea Yokosuka

## Struttura
La stazione JR di Higashi-Totsuka è realizzata su un viadotto, con due marciapiedi laterali serventi due binari
| 1 | ■ Linea Yokosuka        |  | per Yokohama, Tokyo, Chiba e Aeroporto Narita   |
| 1 | ■ Linea Shōnan-Shinjuku |  | per Yokohama, Shibuya, Shinjuku e Ōmiya         |
| 2 | ■ Linea Yokosuka        |  | per Ōfuna, Zushi, Kamakura, Yokosuka e Kurihama |
| 2 | ■ Linea Shōnan-Shinjuku |  | Linea Yokosuka per Zushi                        |

## Stazioni adiacenti
| «                                      | Servizio | »       |
| -------------------------------------- | -------- | ------- |
| Rapido pendolari: non ferma            |          |         |
| Linea Yokosuka                         |          |         |
| Hodogaya                               | Locale   | Totsuka |
| Linea Shōnan-Shinjuku                  |          |         |
| Hodogaya                               | Locale   | Totsuka |
| Il Rapido e il R. Speciale non fermano |          |         |